# 霍多里夫 (奧布希夫區)
49°55′20″N 31°14′38″E / 49.92222°N 31.24389°E

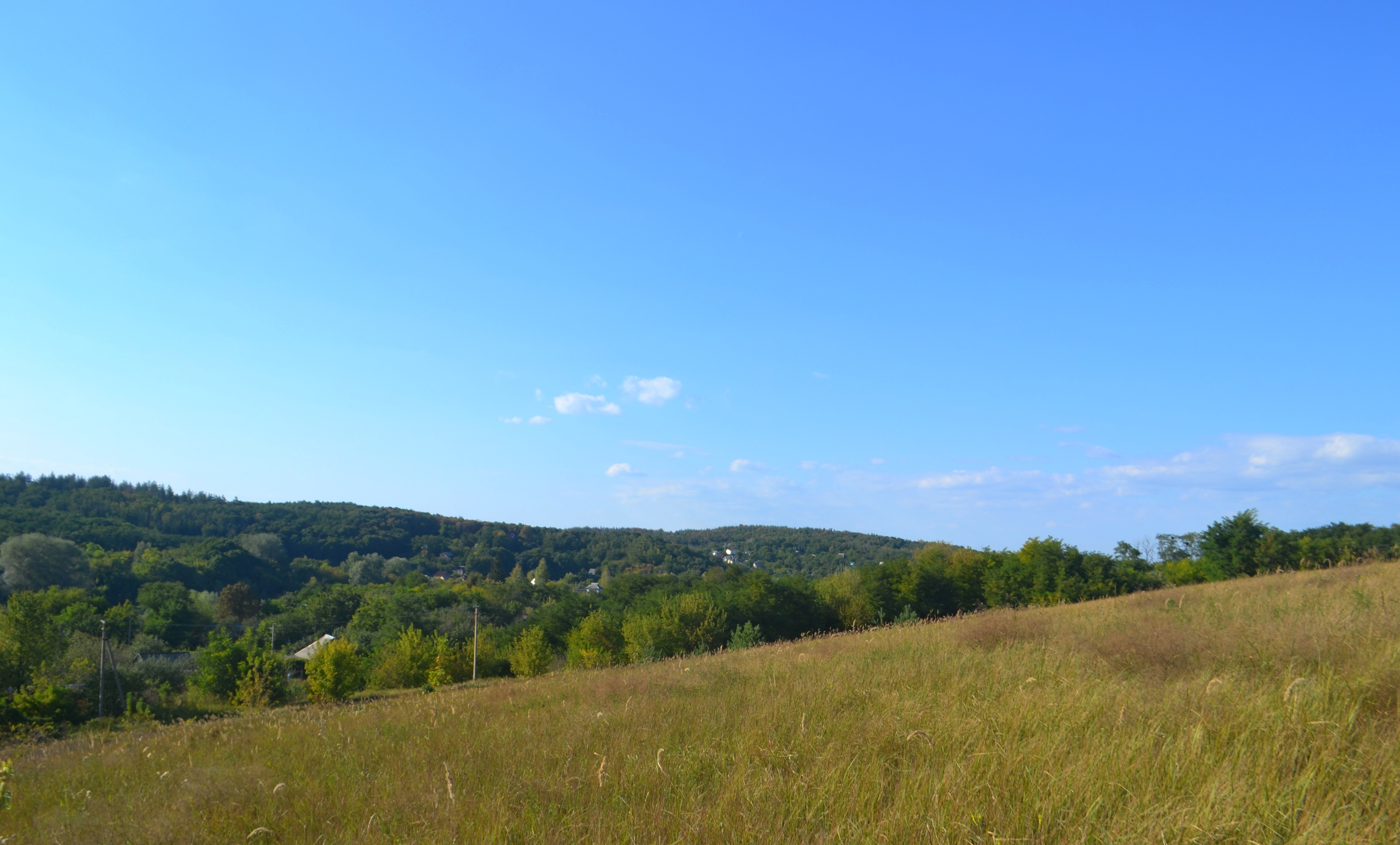

霍多里夫（烏克蘭語：Ходорів）是位於烏克蘭北部的村莊，由基辅州奧布希夫區的勒日希夫市鎮負責管轄。該村始建於1536年，面積19.6平方公里，海拔高度98米，2001年人口155，人口密度每平方公里7.9人。